# Llywelyn ap Iorwerth
Llywelyn ap Iorwerth (1173? –11. duben 1240), velšsky Llywelyn Fawr byl král severovelšského království Gwynedd a nakonec de facto vládce celého Walesu. Kombinací války a diplomacie ovládal Wales po více než čtyřicet let. Je jedním ze dvou velšských vládců, kteří si vysloužili přídomek „Veliký“ (Fawr).
Llywelynovo hlavní sídlo a centrum jeho vlády se nacházelo v Garth Celynu na severním pobřeží Gwyneddu, mezi městy Bangor a Conwy, na dohled přístavu v Llanfaes, ačkoliv měl také loveckou chatu v Trefriwu. Během 13. století až po dobytí Eduardem I. byl Garth Celyn, Aber Garth Celyn hlavním městem Walesu (Garth Celyn je v současnosti nazýván Pen y Bryn nebo Bryn Llywelyn ve vesnici Abergwyngregyn, a části jeho středověkých budov stále zůstávají dokladem jeho někdejší slávy).

## Život
V období Llywelynova dětství byl Gwynedd ovládán jeho dvěma strýci, kteří si rozdělili království po smrti Llywelinova děda Owaina Gwynedda roku 1170. Llywelyn již v mladém věku vyrazil na vojenské tažení za získáním vlády.
| „                 | Byla to spravedlivá Boží odplata, když přes všechny obtíže Llywelyn, který neměl ani území ani peníze, byl však legitimním potomkem vládců Severního Walesu, po několika letech statečně vypudil krvesmilně zplozené strýce z celého Gwyneddu... | “ |
| — Gerald z Walesu | |   |

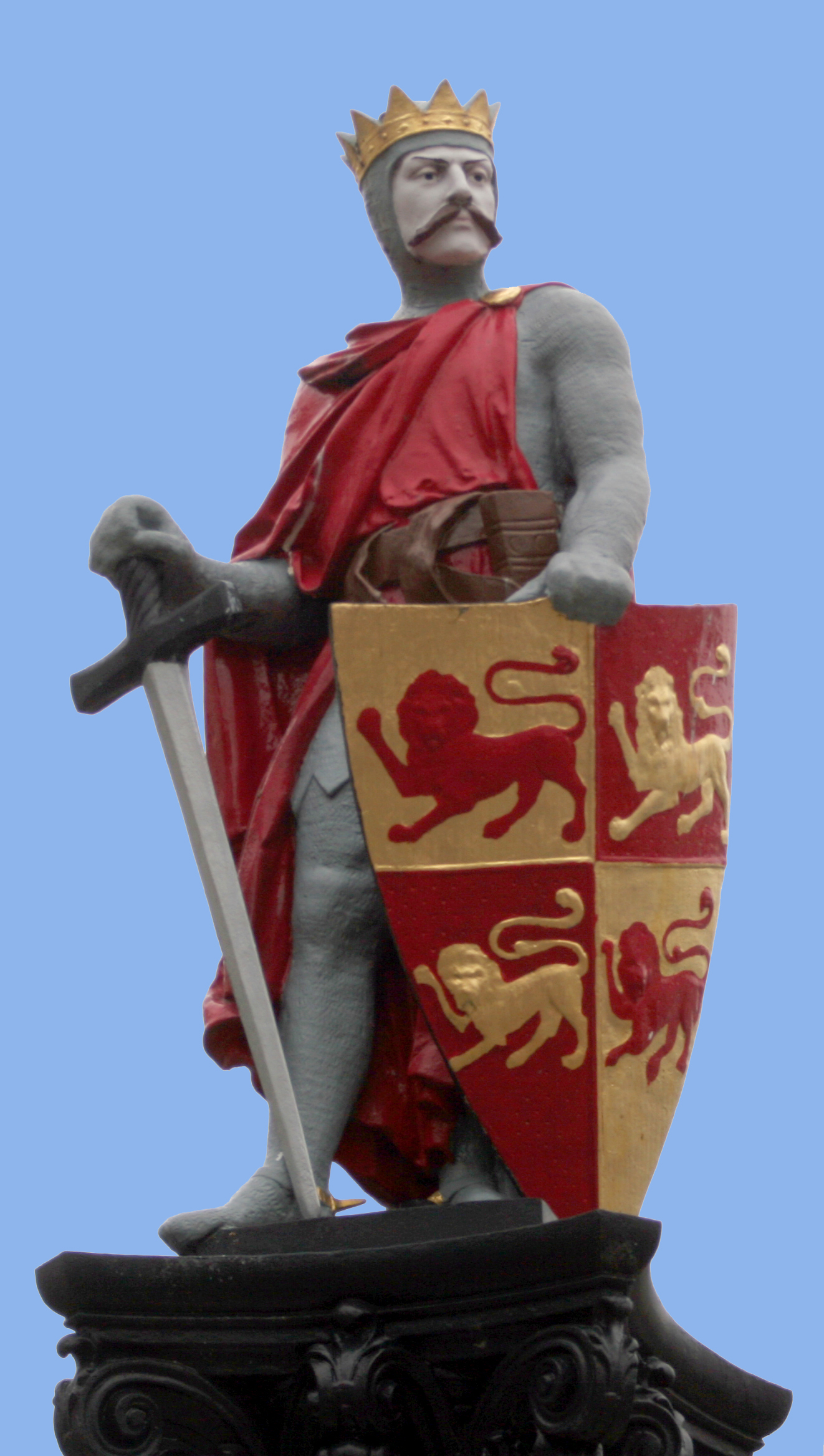
Socha v Convy představující Llywelyna

Roku 1200 se stal jediným vládcem Gwyneddu a téhož roku uzavřel mírovou smlouvu s anglickým králem Janem. Llywelinovy dobré vztahy s anglickým králem vydržely ještě následujících deset let. Roku 1204 či 1205 byly upevněny Llywelynovým sňatkem s Janovou nemanželskou dcerou Johanou, které se ve Walesu říkalo Siwan. Roku 1208 Jan uvěznil Gwenwynwyna ab Owaina, vládce Powysu a Llywelynovi se tak naskytla možnost ke svému připojit jižní Powys. V roce 1210 se vztahy mezi ním a králem Janem zhoršily natolik, že Jan v roce 1211 vtrhl s anglickou armádou do Gwyneddu. Llywelyn byl přinucen podepsat královy podmínky a postoupit mu všechna území východně od řeky Conwy, ale mohl tyto pozemky získat zpět v následujícím roce v alianci spolu s dalšími waleskými princi. Spojil se také s barony, kteří donutili krále Jana v roce 1215 podepsat listinu Magna charta libertatum. Roku 1216 měl Llywelyn rozhodující moc ve Walesu, v následujícím roce shromáždil v Aberdyfi koncil, aby rozdělil země mezi ostatní prince.
Následovala tchánova smrt. Roku 1218 uzavřel Llywelyn se svým švagrem Jindřichem III. Worcesterský mír a následujících patnáct let strávil boji s anglickými příhraničními lordy. Čas od času bojoval waleský princ také se samotným králem, ale také se mu podařilo navázat spojenectví s některými anglickými lordy z pohraničí (tzv. Marka).
| „                 | Velšané jeden den utrpí krvavou porážku a hanebně utečou z boje, už následujícího dne se chystají k novému útoku a neodradí je přitom ztráty na životech ani na cti... Chlad a hlad je neodradí, věčný boj neunaví, z neúspěchů si nedělají velkou hlavu, když upadnou zase vstanou... | “ |
| — Gerald z Walesu | |   |

Znak Gwyneddu, který měl začít užívat Llywelynův otec Iorwerth

Roku 1226 získala Johana díky přímluvě nevlastního bratra papežský dispenz, na jehož základě byl legitimován její původ, ovšem bez nároku na anglický trůn. O čtyři roky později otřásl Walesem obrovský skandál, když byla nalezena s manželovým bývalým vězněm Williamem de Braose v ložnici. William zaplatil životem, byl oběšen a Johana byla na rok umístěna v domácím vězení. Llywelyn vzal poté svou ženu zpět a obnovil s ní manželské soužití.
Roku 1234 byl uzavřen smír, který znamenal konec Llywelynovy válečné životní etapy, dohodnutý dvouletý mír byl pak prodlužován rok co rok po zbývající čas princovy vlády. V únoru 1237 LLywelyn ovdověl, na manželčinu památku založil františkánský klášter na ostrově Llanfaes, kde ji také pohřbil.
Llywelyn si svoji pozici ve Walesu udržel až do své smrti, byl pohřben v cisterciáckém opatství Aberconwy. Syn Dafydd ap Llywelyn otcovo dědictví udržel.